# 二林事件

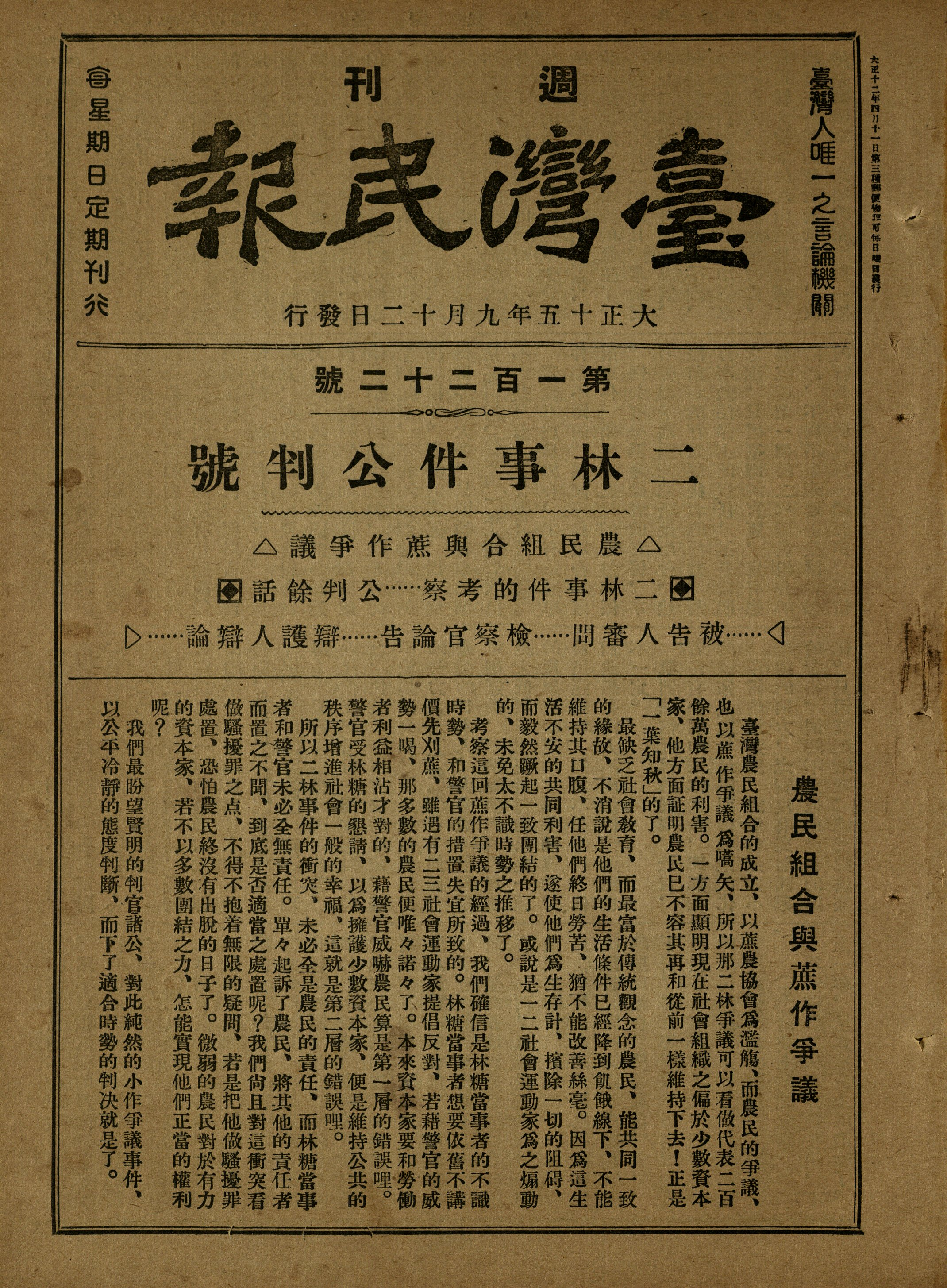
『台湾民報』第122号 二林事件公判号

二林事件（じりんじけん）は日本統治時代の台湾彰化二林地区で発生した待遇改善を求める甘蔗農家らによる農民運動であり、その後の台湾の農民運動の嚆矢となった事件である。

## 事件の背景
1923年（大正12年）から二林地区の甘蔗農民は、林本源製糖株式会社の渓洲製糖工場に甘蔗の価格を引き上げるよう要求を続けていたが、工場からの回答は得られなかった。1925年（大正14年）1月1日、二林地区出身の医師である李応章らが中心となり、甘蔗農民らの力を結集すべく農民大会が開かれた。のちの6月28日に「二林蔗農組合」が正式に組織された。李応章が総理となり、会員は400名余りだった。これは台湾で最初の農民運動である。

## 事件の経過
李らは、まず農民講座を通して農民の権益を自衛すべく啓蒙活動を行った。1925年10月6日には、李らは会社に対し、以下のことを要求した。
1. 台湾総督府機関による買付期日の決定
2. 刈り取り前の買付価格を公示すること
3. 肥料は甘蔗農民が自由に購入できるようにるすこと
4. 双方の協議による買付価格の決定
5. 刈り取った甘蔗の重量を検査する時は双方が一緒に監視すること

である。しかしこの要求は林本源製糖会社に拒絶され、同社は日本の警察に事件への介入を依頼した。10月22日、林本源製糖会社が刈り取りと強制買付けを実行しようとすると、二林地区の甘蔗農家がこれに反発し、警察との衝突に発展した。農民は警官のサーベルを奪い警官9名が負傷する事態となると、警察は甘蔗農家及びこの運動を支持していた台湾文化協会の構成員の逮捕に踏み切った。逮捕者には、事件当時現場にいなかった蔗農組合の幹部も含まれ、逮捕者総数は400名にも及んだ。
事件後日本労農党の布施辰治、麻生久の2名の弁護士が台中に駆けつけ応援した。また台湾文化協会の蔡式穀等も出廷して弁護した。逮捕者400名中25名が有罪となった。事件の中心人物となった李応章は1927年（昭和2年）4月に懲役8ヶ月の有罪判決を言い渡されている。

## 影響
この事件はその後の台湾における農民運動の嚆矢とされる。1925年（大正14年）高雄州鳳山において新興製糖が甘蔗農園を拡大するにあたり、台湾人小作農が土地の返還を要求された事件に対抗するため、11月15日に「鳳山農民組合」が設立された。また台中州大甲郡においては退職者した日本人官僚が無断で官有開墾地を占有した事件に対抗するため、1926年（大正15年）6月6日「大甲農民組合」が設立された。この二つの農民組合は同年9月20日に合同して「台湾農民組合」を組織した。1927年（昭和2年）4月には大屯農民800名による台中警察署での騒動が発生した。つづいて同年7月には北港農民4000名による北港郡役所での騒動が発生した。さらに、同年10月には、大豊農林会社の土地払い下げ問題に関係する農民200名が台中州庁を包囲するなどの農民争議が陸続と発生した。